# ウィルソン・ラーニング ワールドワイド
ウィルソン・ラーニング ワールドワイド株式会社（英: WILSON LEARNING WORLDWIDE INC.）とは、行動心理学ベースの人材開発関連を事業運営展開する企業。略称WLW。

## 概要
1965年創業。アメリカ合衆国をはじめ全世界50か国以上、人材育成やプログラム開発などのビジネス関連向けの問題解決を手掛けている。